# アルトゥール・ベッサ・ドス・サントス
アルトゥール・ベッサ（Arthur Bessa）ことアルトゥール・ベッサ・ドス・サントス（ポルトガル語: Arthur Bessa dos Santos、2001年2月15日 - ）は、ブラジルのサッカー選手。ポジションはFW。
日本での登録名はベッサ（Bessa）。

## クラブ歴
2020年にUAEプロリーグのホール・ファカン・クラブで選手となったが、出場機会は少なかった。
2023年にブラジルに戻り、地域リーグのクラブを転々とした。
2024年に日本フットボールリーグ所属のラインメール青森FCに加入した。3月10日の第1節・ミネベアミツミFC戦で日本初出場を、同月30日の第4節・ブリオベッカ浦安戦で日本初得点を記録した.。

## 個人成績
| 2024 | 青森 | 10   | JFL |                        |  | - | - |  |  |
| 通算 | 日本 | 日本 | JFL | \|\|\|\|0\|\|0\|\|\|\| |  |   |   |  |  |